# Pedro Rendón
Pedro Enrique Rendón Rodríguez (Neiva, 17 de junio de 1974) es un actor colombiano muy destacado en el mundo de las telenovelas.

## Biografía
Su región natal es Neiva, ciudad localizada a cinco horas de Bogotá. Junto con su esposa, es padre de dos hijos, Nicolás, de 18 años, y Sofía, de 14. El actor colombiano Pedro Rendón tras una carrera de 24 años que ha cruzado fronteras en la pantalla del cine, la televisión y el teatro, en 2005 después de un testimonio de vida impactante decide trabajar por la restauración de las familias que son el núcleo de la sociedad, para reconstruir seres humanos que den el 100% como profesionales, esposos, padres, hijos, es pastor de la iglesia cristiana, consejero espiritual, evangelista y trabaja a través del "Arte para Salvar Vidas", quienes lo conocen, sus padres y sus amigos, siempre se refieren a él como un hombre muy calmado y muy relajado, que lleva una vida muy tranquila.

## Carrera
También ha participado en producciones como La Madre, Pobre Pablo y La venganza, esta última al lado de Gabriela Spanic, que le permitieron mayor lucimiento y que le valdrían una llamada de RCTV. Con esto consigue protagonizar su primer trabajo fuera de Colombia, la telenovela Negra consentida al lado de Ligia Petit, en el papel de Miguel Ángel Aristiguieta, un ejecutivo adicto al trabajo. Dicho papel fue el primero de carácter protagónico que realizó Pedro Rendón desde que en 1995 encabezara una serie juvenil colombiana de nombre El Oasis. En aquella ocasión, su coestrella fue Shakira, quien así realizaba su primer y único papel en la televisión; el actor tiene el crédito de haberle dado el primer beso de ficción a la ahora célebre cantante.
También habría de protagonizar, en grupo, la serie Hombres de honor, que no fue muy bien recibida. En su currículum también se cuentan títulos como Fuego Verde, El día es hoy, Conjunto Cerrado, Las Ejecutivas, Detrás de un ángel y Fiebre, así como el álbum musical N. N. Según sus propias palabras, sus mejores papeles han sido Salomón de El oasis (de quien dice «era un muchacho noble, que me dio a conocer en este medio»), Francisco Suárez "Pachito" en La Madre («aquí compartí con Margarita Rosa de Francisco, era un personaje muy noble»), Cristóbal en Juan Joyita quiere ser caballero («muy introvertido, ensimismado, con muchos conflictos internos, muy interesante de hacer»), Alejo Santamaría en Pobre Pablo («fue interesante porque era malo, hubo personas que le cogieron bronca»), y Paquito en La venganza («dio la vuelta al mundo. Era el hermano de Gabriela Spanic el protagonista juvenil de la novela. Un personaje con peso, con carácter, un trabajo actoral bastante interesante»).
En 2008 participó en la telenovela Doña Bárbara, compartiendo créditos con Edith González, Christian Meier y Génesis Rodríguez, interpretando a Carmelito. En 2010 participó en Doña Bella, junto a Zharick León, Fabián Ríos y Marcelo Buquet, interpretando a Andrés Mendoza. También realizó una participación especial en el final de El clon.
En 2011 participó en Los Herederos del Monte, con Mario Cimarro y Marlene Favela, interpretando a Efraín Mardones. En ese mismo año apareció en Flor Salvaje, de Telemundo, como el Dr. José María Rojas.

## Filmografía

### Televisión
- Dr. Mata (2014) — Abogado Federico
- Bazurto (2014)
- La Madame (2013) — Sergio Puerta
- ¿Quién eres tú? (2012) — Carlos Sánchez "Charlie"
- Flor salvaje (2011) — Dr. José María Rojas
- Los herederos del Monte (2011) — Efraín Mardones
- A corazón abierto (2010)
- Doña Bella (2010) —  Andres Mendoza
- Salvador de mujeres (2010) — Andrés
- El clon (2010)
- Doña Bárbara (2008) — Carmelito
- ¿De qué tamaño es tu amor? (2006) — Nicolás Vidal
- Decisiones (2006) — Romano
- Negra consentida (2004) — Miguel Ángel Aristiguieta Marthan
- Retratos (2003) — Kike
- La venganza (2002) — Francisco José Díaz
- Juan Joyita (2001) — Cristóbal
- A donde va Soledad (2000) — Marinas
- Pobre Pablo (2000) — Alejandro Santamaria
- La madre (1998) — Francisco Suárez Caicedo "Pacho"
- Hombres de Honor (1996) — soldado Roldan
- Las Ejecutivas
- Amor Amor (1995)
- El Oasis (1994) — Salomón
- Fiebre (1992-1993)

## Cine
- El precio (2016)
- Victoria (2014)
- Flores de la niebla (2014)
- Volver a creer (2014)

## Teatro
- Las Pilatunas de los Anti Heroes (2014)
- Cartas de Julieta (2011-2013)
- Más de 50 Sketches para conferencias y Prédicas (2011-2018)
- Musica Carabet (2006) — Teatro Nacional
- Mero mero mosquetero (2005) — Venezuela

## Premios
- TV &Novelas Actor Revelación (1995)
- Cacique de Oro Mejor actor revelación extranjero (2005)
- Jaime Botero Gómez exitosa carrera en el medio artístico nacional (2011)